# Marta Domachowska

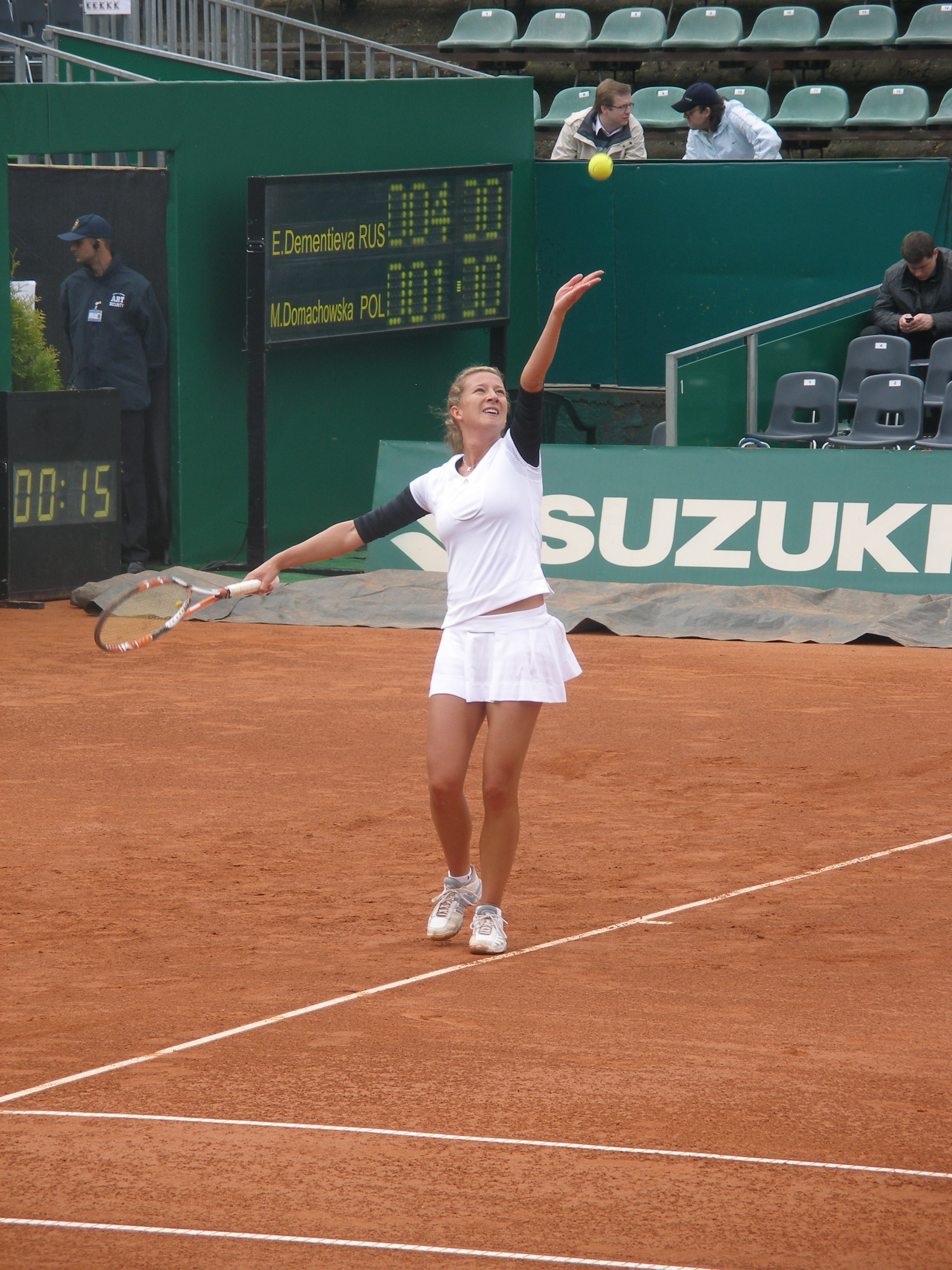
Marta Domachowska podczas meczu z Jeleną Diemientjewą, mecz o 3 miejsce, Suzuki Warsaw Masters 2008

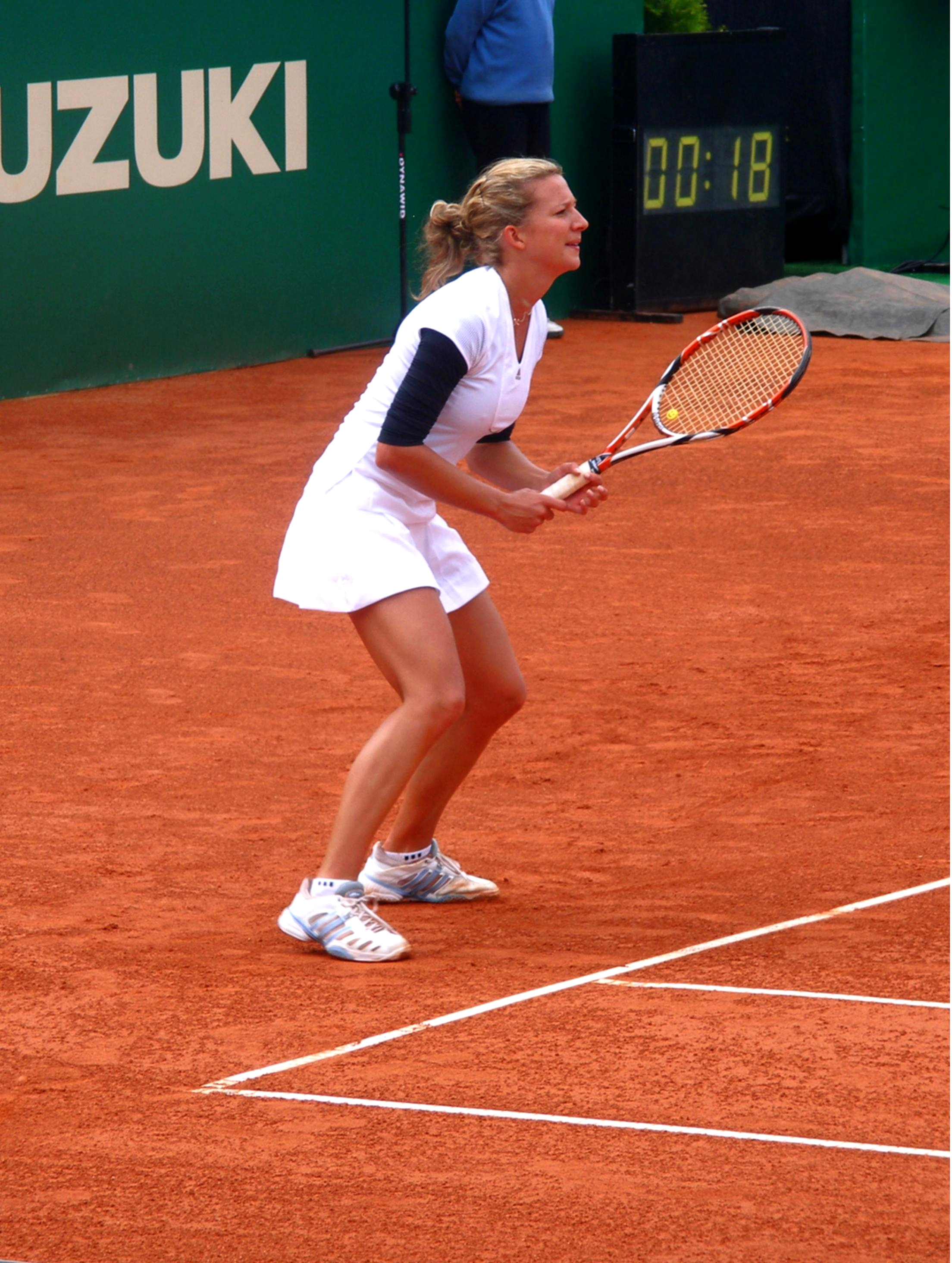
Suzuki Warsaw Masters 2008

Marta Domachowska (ur. 16 stycznia 1986 w Warszawie) – polska tenisistka, zwyciężczyni turnieju WTA w grze podwójnej, reprezentantka kraju w Pucharze Federacji, półfinalistka juniorskich imprez wielkoszlemowych (French Open 2002 i Australian Open 2003); była „pierwszą rakietą” Polski. Jest zawodniczką praworęczną, z oburęcznym backhandem.

## Kariera tenisowa

### Początki, kariera juniorska
Treningi tenisowe rozpoczęła w wieku siedmiu lat. Jej pierwszym trenerem był Włodzimierz Filipiak, który udzielał jej lekcji na kortach w Milanówku. W czerwcu 2000 zadebiutowała w juniorskim turnieju z cyklu ITF w Polsce i osiągnęła ćwierćfinał, ulegając Julianie Fedak. W kolejnych startach wielokrotnie kończyła swój udział na ćwierćfinale. Etap ten udało się jej pokonać w turnieju Prokom Open w 2001. Wówczas wygrała całe zawody, w finale pokonując Joannę Sakowicz. W następnym tygodniu również odniosła zwycięstwo, wygrywając z Tatianą Golovin w finale turnieju w Maroku. Wtedy też, partnerując francuskiej tenisistce, zdobyła trofeum w grze podwójnej. Występem w wielkoszlemowym US Open 2003 zakończyła swoje starty w gronie juniorek. 10 marca tego roku osiągnęła dziewiątą pozycję w juniorskiej klasyfikacji singlowej. Przez pewien czas była trenowana przez dawną czołową tenisistkę polską, Iwonę Kuczyńską.

### Początki kariery profesjonalnej
W roku 2001 Marta otrzymała status profesjonalny i podjęła pierwszą próbę gry w turnieju profesjonalnym. Miało to miejsce w Sopocie, tenisistka otrzymała dziką kartę do kwalifikacji, ale przegrała w pierwszej rundzie z Darią Panową. W 2002 roku skorzystała z takiej samej szansy w Warszawie i był to jej debiut w turnieju głównym. Odpadła w pierwszym spotkaniu. W Sopocie doszła do półfinału debla razem z Klaudią Jans. W maju została sklasyfikowana w rankingach WTA.
W 2003 Domachowska debiutowała w reprezentacji Polski w Pucharze Federacji. Odniosła tam cztery zwycięstwa, w tym jedno nad Węgierką Melindą Czink. W czerwcu wygrała imprezę ITF w Toruniu, w finale pokonując Anastasiję Jakimawą.

### 2004
Polka dała o sobie znać w olimpijskim roku 2004. Wówczas wygrała dwa z rzędu turnieje ITF – w Warszawie i Belfort. Dwa miesiące później doszła do pierwszego w profesjonalnej karierze ćwierćfinału w marokańskiej Casablance. W Sopocie, grając z dziką kartą, poprawiła to osiągnięcie, pokonana przez Flavię Pennettę w półfinałach. Wyeliminowała Martę Marrero i Annę Smasznową. Po kilku słabszych startach we wrześniu wygrała cztery spotkania w Seulu, a w piątym – finałowym – uległa Marii Szarapowej. Do końca sezonu wystąpiła jeszcze w Linzu, gdzie w drugiej rundzie pokonała ją Amélie Mauresmo. 27 września została po raz pierwszy sklasyfikowana w gronie stu najlepszych tenisistek świata.

### 2005
Jako pierwsza rakieta kraju, Domachowska rozpoczęła rywalizację w sezonie 2005 od zawodów w Auckland. Niespodziewanie przegrała tam z Shenay Perry. Zrehabilitowała się jednak w Hobart, gdzie pokonała Akiko Morigami i Marię Elenę Camerin. Serię gorszych startów przerwała trzecią rundą w Amelia Island (porażka z Venus Williams), a kilka tygodni później drugim w karierze finałem w Strasburgu. Wygrała tam między innymi z Ai Sugiyamą; w ostatnim meczu przegrała z Anabel Mediną Garrigues. Po tym występie do września zwyciężyła tylko trzy spotkania singlowe. Przełom nastąpił w Pekinie, gdzie była w półfinałach. Ograła Meghann Shaughnessy i Zheng Jie, a Venus Williams ćwierćfinał oddała walkowerem. Marta nie poradziła sobie z Niemką Anną-Leną Grönefeld.

### 2006
Udanie otworzyła sezon 2006, wygrywając pierwszy w karierze turniej WTA w grze podwójnej. Miało to miejsce w stolicy Australii, Canberze, a partnerowała jej Włoszka Roberta Vinci. Była to ostatnia edycja tej imprezy i polsko-włoski duet nie miał szans na obronę tytułu. W singlu odpadła w pierwszej rundzie; podobnie jak tydzień później w Melbourne. Tam trafiła na jedną z głównych faworytek, Belgijkę Justine Henin-Hardenne. Pod koniec stycznia Domachowska udała się do Urtijëi i zaliczyła tam finał, przegrany w trzech setach z Evą Birnerovą. Kolejny sukces Domachowska odniosła w amerykańskim Memphis. Na twardych kortach dotarła do finału, trzeciego w karierze. Została pokonana przez Sofię Arvidsson. W Indian Wells odpadła w trzeciej rundzie. 3 kwietnia została sklasyfikowana na najwyższym w karierze, trzydziestym siódmym miejscu w rankingu WTA.
Wkrótce nastąpiło załamanie formy tenisistki z Warszawy, do czego w dużym stopniu przyczyniły się problemy osobiste. Marta startowała w wielu turniejach, ale tylko w nielicznych wygrywała spotkania. Do końca roku wyszła zwycięsko zaledwie z pięciu pojedynków i, jak sama przyznała, myślała o zakończeniu kariery sportowej. Latem osiągnęła dobre wyniki w grze podwójnej, wśród których znajdują się finał w Cincinnati (razem z Sanią Mirzą) i półfinał w Stanford z Marion Bartoli.

### 2007
Początek roku 2007 nie przyniósł znaczących zmian. Domachowska straciła pozycję numer jeden w Polsce na rzecz Agnieszki Radwańskiej i wypadła nawet do trzeciej setki światowej klasyfikacji WTA. Tenisistka nie była w stanie przejść kwalifikacji turniejowych. Na Australian Open po raz pierwszy zagrała w deblu ze starszą z sióstr Radwańskich. Polski debel odpadł w pierwszej rundzie. W marcu Polka odniosła pierwszą wygraną od dłuższego czasu, pokonując Catalinę Castaño w Indian Wells. Miesiąc później doszła do półfinału imprezy ITF w Dinan. Po raz drugi zagrała w Pucharze Federacji, zdobywając indywidualnie dwa punkty dla drużyny. W grze podwójnej grała z obiema siostrami Radwańskimi, ale Polki nie zwyciężyły żadnego z tych spotkań.
Domachowska wystartowała w trzech mniejszych turniejach, osiągając ćwierćfinał w Torrent. Triumfowała w konkurencji deblowej w Rzymie, partnerując Maret Ani z Estonii. Zakwalifikowała się do "polskiej imprezy WTA roku 2007" w Sztokholmie. W drugiej rundzie eliminacji pokonała Urszulę Radwańską, ale w drugim meczu głównej imprezy przegrała z późniejszą mistrzynią, Agnieszką Radwańską. W grze podwójnej partnerowała jej Emma Laine. Przegrały spotkanie otwarcia z siostrami Radwańskimi.
Druga rakieta Polski w dalszej części sezonu była w ćwierćfinale w Seulu, gdzie została pokonana przez Venus Williams. Na zakończenie roku triumfowała w turnieju ITF w Poitiers, wygrywając finał z Anną Lapuszczenkową.

### 2008
W styczniu 2008 wzięła udział w kwalifikacjach do wielkoszlemowego Australian Open. Po wygraniu trzech spotkań, w tym ostatniego z Ayumi Moritą, awansowała do drabinki głównej. Tam zaprezentowała wysoką formę, pokonując Mathilde Johansson, Sofię Arvidsson i Li Na. Jednocześnie tę samą fazę zawodów osiągnęła Agnieszka Radwańska. To pierwszy przypadek w historii polskiego tenisa, gdy dwie Polki znalazły się w czwartej rundzie. Domachowska odpadła w tej rundzie po wyrównanym meczu z Venus Williams 4:6, 4:6, w którym miała więcej wygranych piłek i inicjatywę. Awansowała na osiemdziesiąte drugie miejsce w światowej klasyfikacji WTA.
Następnie grała eliminacje do turnieju głównego Cachantun Cup. Jednakże przegrała w decydującym pojedynku z Hiszpanką Maríą José Martínez Sánchez. W kolejnym turnieju odpadła jeszcze wcześniej (tym razem w drugiej rundzie eliminacji) Copa Colsanitas Santander.
Po przerwie w grze wystąpiła w Pacific Life Open, gdzie odpadła w I rundzie z Cwetaną Pironkową. Następnie kontynuowała występy w USA, dochodząc dwa razy do II rundy. Najpierw w prestiżowym turnieju w Miami pokonała wyżej notowaną reprezentantkę gospodarzy Jill Craybas 6:4, 0:6, 7:6(6), by przegrać z Venus Williams 4:6, 3:6.
W turnieju Bausch & Lomb Championships w Amelia Island na Florydzie w pierwszej rundzie pokonała wyżej notowaną reprezentantkę gospodarzy Meghann Shaughnessy 6:2, 6:2, by w drugiej rundzie ulec rozstawionej z numerem 13, Francuzce Virginie Razzano 3:6, 6:2, 6:7(4) mimo prowadzenia w decydującym secie 5:2.
Podczas Family Circle Cup w Charleston spotkała się już w pierwszej rundzie z Agnieszką Radwańską. Było to drugie spotkanie tych dwóch tenisistek. Tym razem mecz był bardziej wyrównany, lecz zakończył się zwycięstwem Radwańskiej 6:4, 4:6, 6:3.
Na przełomie kwietnia i maja wzięła udział w turnieju pokazowym, Suzuki Warsaw Masters, zorganizowanym w Warszawie w miejsce usuniętego z kalendarza WTA, turnieju J&S Cup. Do startu w imprezie zaproszono sześć zawodniczek, które podzielono na dwie grupy. Domachowska trafiła do grupy czerwonej w wyniku głosowania dziennikarzy, wraz z Agnieszką Radwańską i Jeleną Diemientjewą. Już pierwszego dnia turnieju doszło do rewanżu za niedawną porażkę z Radwańską w Charleston. Tenisistki meczu jednak nie dograły do końca, ponieważ Radwańska zeszła z kortu przy stanie 6:7(1), 6:2 z powodu choroby. W drugim meczu fazy grupowej Domachowska wygrała z Diemientjewą 6:3, 6:4 i wygrała swoją grupę. W walce o finał uległa Marii Kirilenko 5:7, 3:6. W meczu o trzecie miejsce w turnieju spotkała się ponownie z Jeleną Diementiewą, ulegając 3:6, 3:6. Domachowska zajęła ostatecznie 4. miejsce w tym turnieju, wyprzedzając utytułowane Lindsay Davenport oraz Agnieszkę Radwańską.
Podczas turnieju Suzuki Warsaw Masters na konferencji prasowej po meczu z Diemientjewą doszło do podpisania umowy o współpracy pomiędzy Domachowską i Suzuki Motor Poland, głównym sponsorem warszawskiego turnieju. Na początek zawodniczka Warszawianki otrzymała do dyspozycji samochód japońskiego producenta, a inne szczegóły będą negocjowane później.
Domachowska wzięła udział w turnieju Istanbul Cup 2008 w Turcji. W I rundzie pokonała 7:6(2), 6:3 Marinę Erakovic z Nowej Zelandii. Kolejną rywalką Polki była Rosjanka Nadieżda Pietrowa. Marta przegrała z wyżej klasyfikowaną rywalką 2:6, 2:6. W spotkaniu tym Domachowska nie wygrała żadnego gema serwisowego. Po występie w Stambule Domachowska zagrała we French Open. W pierwszej rundzie Marta pokonała reprezentantkę Paragwaju Rossanę de los Ríos 3:6, 6:3, 6:1. W następnym spotkaniu Polka przegrała z Rosjanką Jeleną Diementiewą 1:6, 4:6. Ponadto Domachowska wystąpiła w grze podwójnej w parze z Alicją Rosolską. Zawodniczki te odpadły w drugiej rundzie turnieju.
W Wimbledonie dotarła do II rundy singla (po zwycięstwie nad Amerykanką Jill Craybas), gdzie przegrała z rodaczką Agnieszką Radwańską 1:6, 3:6. W turnieju tym wystąpiła także w deblu (w parze z Agnieszką Radwańską) i mikście (wspólnie z Fernando Verdasco). Polki dotarły do II rundy, gdzie przegrały z siostrami Williams, natomiast w mikście Domachowska z Verdasco przegrali już w pierwszym spotkaniu.
W turnieju w Stanford wystąpiła w eliminacjach, rozstawiona z numerem 1, ale już w pierwszym meczu przegrała z Michelle Larcher de Brito 0:6, 1:6. W kolejnym amerykańskim turnieju w Los Angeles dotarła do II rundy, pokonując Coco Vandeweghe 6:3, 6:3 i przegrywając z nr 3 Anną Czakwetadze 1:6, 1:6.
Następnie w Kanadzie na Rogers Cup, wygrała w I rundzie z Amerykanką Bethanie Mattek 7:5, 6:2, jednak w II przegrała 5:7, 7:5, 2:6 z Mariją Szarapową, która mimo kontuzji nie skreczowała.
Wystartowała w igrzyskach olimpijskich w Pekinie, jednak już w pierwszej rundzie singla uległa Cwetanie Pironkowej 2:6, 4:6.
W US Open 2008 odpadła już w I rundzie, przegrywając z niedawno pokonaną przez siebie Bethanie Mattek 7:6, 5:7, 4:6.
W turnieju Commonwealth Bank Tennis Classic 2008 na Bali po raz pierwszy w sezonie dotarła do ćwierćfinału, pokonując reprezentantkę gospodarzy Lavinię Tanantę, Amerykankę Jill Craybas i ulegając rozstawionej z nr 2 Szwajcarce Patty Schnyder. W grze podwójnej, występując z Rosjanką Nadią Pietrową, po raz piąty w karierze wystąpiła w finale. Zawodniczki zostały pokonane przez duet tajwańsko-chiński Hsieh Su-wei i Peng Shuai 7:6(4), 6:7(3), 7:10.
Do końca sezonu nie zagrała w żadnym turnieju, kończąc go na 56 miejscu w rankingu WTA Tour, zdobywając łącznie 572 pkt.

### 2009
Najlepszymi wynikami Domachowskiej w tym roku były turnieje w Fezie i Stambule, gdzie dochodziła do ćwierćfinałów. Ponadto pokazała się z dobrej strony w Warszawie, gdzie doszła do drugiej rundy. Sezon 2009 Polka zakończyła na 137. pozycji w rankingu WTA.

### 2010
Sezon 2010 był nieudanym sezonem dla Polki. Odpadała w pierwszych rundach turniejów w Memphis, Warszawie, Stambule i Kopenhadze, a jej największym sukcesem w tym roku był półfinał turnieju ITF w Midland. Sezon zakończyła na 296. pozycji w rankingu WTA.

### 2011

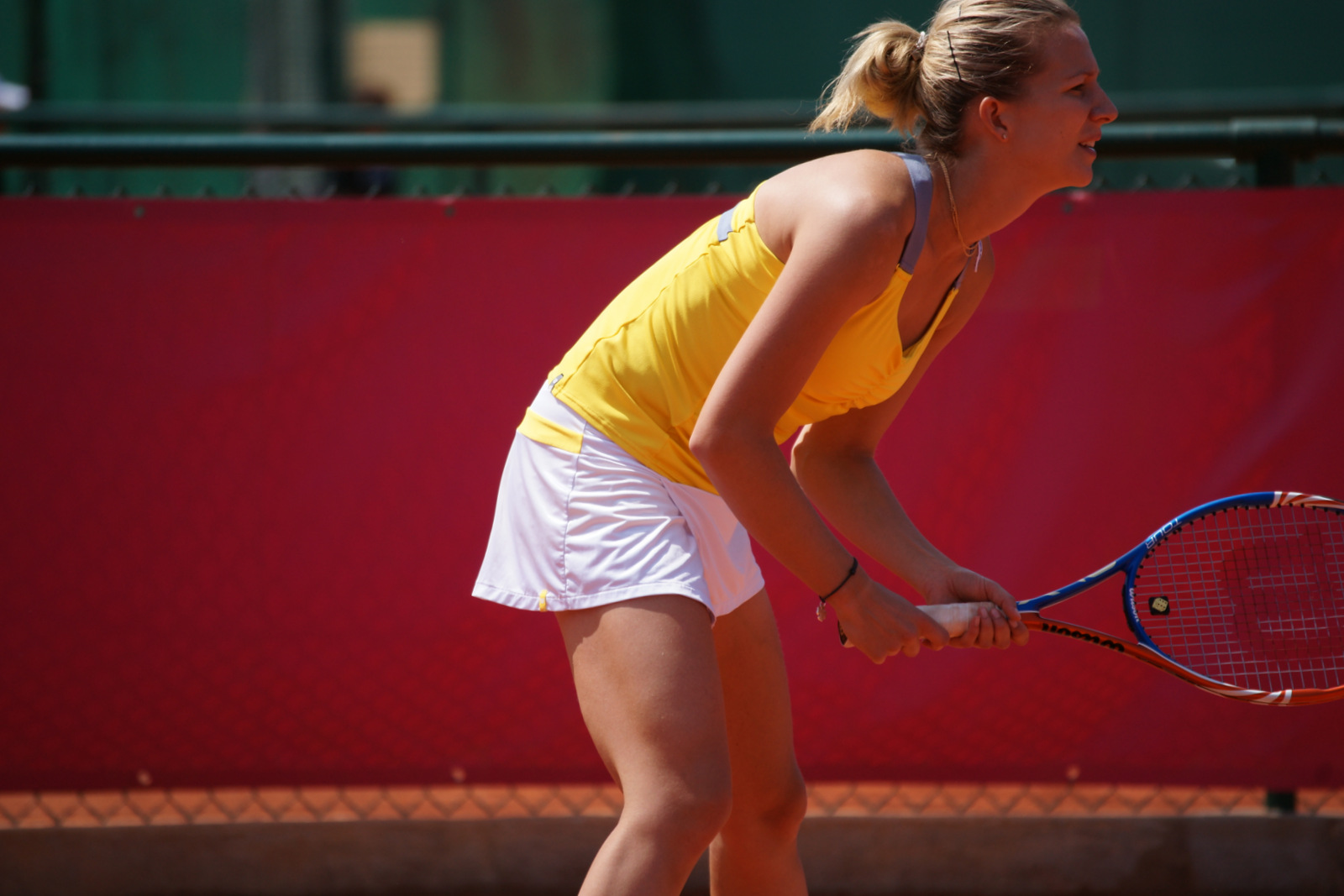
Cagnes-sur-Mer 2011

W roku 2011 Domachowska nie zakwalifikowała się do nawet jednego turnieju WTA Tour. Po raz kolejny jej największym sukcesem był wynik z turnieju ITF. Był to turniej w Stambule, gdzie wygrała całe zawody, pokonując w finale Margalitę Czachnaszwili 7:5, 6:3.

### 2012
W roku 2012, po dwóch latach przerwy, Polka zdołała awansować do dwóch turniejów cyklu WTA Tour. W pierwszym z nich, w Bad Gastein, odpadła w pierwszej rundzie, przegrywając z Carlą Suárez Navarro. Podczas igrzysk olimpijskich, w których nie brała udziału, Domachowska wystartowała w turnieju w Baku. W pierwszej rundzie wygrała z Caroline Garcią wynikiem 1:6, 7:5, 6:0. W drugiej przegrała z Mandy Minellą 4:6, 5:7.

### 2013
W roku 2013 dwukrotnie wystąpiła w drabince głównej zawodów WTA Tour. Po raz pierwszy w Katowicach, gdzie otrzymała dziką kartę, następnie przegrywając w pierwszej rundzie. Zagrała również w turnieju w Strasburgu, gdzie po przejściu kwalifikacji odpadła w pierwszej rundzie.

## Finały turniejów WTA
| Legenda                | Legenda |
| ---------------------- | ------- |
| Wielki Szlem           |         |
| Igrzyska olimpijskie   |         |
| WTA Tour Championships |         |
| 1988 – 2008            |         |
| Kategoria I            |         |
| Kategoria II           |         |
| Kategoria III          |         |
| Kategoria IV           |         |
| Kategoria V            |         |

### Gra pojedyncza
| Końcowy wynik | Nr | Data                | Turniej   | Nawierzchnia  | Przeciwniczka           | Wynik finału  |
| ------------- | -- | ------------------- | --------- | ------------- | ----------------------- | ------------- |
| Finalistka    | 1. | 8 października 2004 | Seul      | Twarda        | Marija Szarapowa        | 1:6, 1:6      |
| Finalistka    | 2. | 21 maja 2005        | Strasburg | Ceglana       | Anabel Medina Garrigues | 4:6, 3:6      |
| Finalistka    | 3. | 20 lutego 2006      | Memphis   | Twarda (hala) | Sofia Arvidsson         | 2:6, 6:2, 3:6 |

### Gra podwójna
| Końcowy wynik | Nr | Data             | Turniej    | Nawierzchnia | Partnerka           | Przeciwniczki                                   | Wynik finału         |
| ------------- | -- | ---------------- | ---------- | ------------ | ------------------- | ----------------------------------------------- | -------------------- |
| Finalistka    | 1. | 31 stycznia 2005 | Pattaya    | Twarda       | Silvija Talaja      | Marion Bartoli Anna-Lena Grönefeld              | 3:6, 2:6             |
| Finalistka    | 2. | 21 maja 2005     | Strasburg  | Ceglana      | Marlene Weingärtner | Andreea Ehritt-Vanc Rosa Maria Andrés Rodriguez | 3:6, 1:6             |
| Zwyciężczyni  | 1. | 09 stycznia 2006 | Canberra   | Twarda       | Roberta Vinci       | Claire Curran Līga Dekmeijere                   | 7:6(5), 6:3          |
| Finalistka    | 3. | 23 lipca 2006    | Cincinnati | Twarda       | Sania Mirza         | Gisela Dulko Maria Elena Camerin                | 4:6, 6:3, 2:6        |
| Finalistka    | 4. | 14 września 2008 | Bali       | Twarda       | Nadieżda Pietrowa   | Hsieh Su-wei Peng Shuai                         | 7:6(4), 6:7(3), 7-10 |

### Historia występów
| A  | = nie uczestniczyła w turnieju |
| –  | = turniej nie odbywał się      |
| LQ | = odpadła w kwalifikacjach     |
| xR | = x runda (x – numer rundy)    |
| QF | = ćwierćfinał                  |
| SF | = półfinał                     |
| F  | = finał                        |
| W  | = zwycięstwo                   |

| a  | Doha w 2008 stał się turniejem kategorii I, zastępując San Diego i Zurych.                                  |
| b  | Lista obejmuje tylko te turnieje International i zlikwidowane w których zawodniczka wystąpiła.              |
| c  | Domachowska była rozstawiona z nr 9, jednak wycofała się tuż przed rozpoczęciem z powodu choroby wirusowej. |
|    | |
| Q  | Do turnieju głównego dostała się przez kwalifikacje.                                                        |
| LL | Do turnieju głównego dostała się jako szczęśliwa przegrana, mimo porażki w kwalifikacjach.                  |
| WC | Do turnieju dostała się dzięki dzikiej karcie.                                                              |
|    | |
| T1 | Turniej był wówczas turniejem kategorii I                                                                   |
| T2 | Turniej był wówczas turniejem kategorii II                                                                  |
| T3 | Turniej był wówczas turniejem kategorii III                                                                 |
| T4 | Turniej był wówczas turniejem kategorii IV                                                                  |
| T5 | Turniej był wówczas turniejem kategorii V                                                                   |

#### Gra pojedyncza
| Turniej                                        | 2001         | 2002         | 2003         | 2004         | 2005         | 2006         | 2007         | 2008         | Suma Zw.-Por. |              |              |              |              |              |              |              |              |              |              |              |
| Wielki Szlem                                   | Wielki Szlem | Wielki Szlem | Wielki Szlem | Wielki Szlem | Wielki Szlem | Wielki Szlem | Wielki Szlem | Wielki Szlem | Wielki Szlem  | Wielki Szlem | Wielki Szlem | Wielki Szlem | Wielki Szlem | Wielki Szlem | Wielki Szlem | Wielki Szlem | Wielki Szlem | Wielki Szlem | Wielki Szlem | Wielki Szlem |
| ---------------------------------------------- | ------------ | ------------ | ------------ | ------------ | ------------ | ------------ | ------------ | ------------ | ------------- | ------------ | ------------ | ------------ | ------------ | ------------ | ------------ | ------------ | ------------ | ------------ | ------------ | ------------ |
| Australian Open                                | A            | A            | A            | A            | 2R           | 1R           | 1R           | 4RQ          | 7–4           |              |              |              |              |              |              |              |              |              |              |              |
| French Open                                    | A            | A            | A            | A            | 2R           | 1R           | LQ           | 2R           | 2–4           |              |              |              |              |              |              |              |              |              |              |              |
| Wimbledon                                      | A            | A            | A            | LQ           | 1R           | 1R           | A            | 2R           | 2–4           |              |              |              |              |              |              |              |              |              |              |              |
| US Open                                        | A            | A            | A            | LQ           | 1R           | 1R           | LQ           | 1R           | 3–5           |              |              |              |              |              |              |              |              |              |              |              |
| Zw.-Por. w Wielkim Szlemie                     | 0–0          | 0–0          | 0–0          | 3–2          | 2–4          | 0–4          | 1–3          | 8-4          | 14-17         |              |              |              |              |              |              |              |              |              |              |              |
| Mistrzostwa kończące sezon                     |              |              |              |              |              |              |              |              |               |              |              |              |              |              |              |              |              |              |              |              |
| WTA Finals                                     | A            | A            | A            | A            | A            | A            | A            | A            | 0–0           |              |              |              |              |              |              |              |              |              |              |              |
| Obecne Turnieje WTA kategorii I                |              |              |              |              |              |              |              |              |               |              |              |              |              |              |              |              |              |              |              |              |
| Dohaa                                          | AT3          | AT3          | AT3          | AT2          | AT2          | AT2          | AT2          | A            | 0–0           |              |              |              |              |              |              |              |              |              |              |              |
| Indian Wells                                   | A            | A            | A            | A            | 2R           | 3R           | 2R           | 1R           | 3–4           |              |              |              |              |              |              |              |              |              |              |              |
| Miami                                          | A            | A            | A            | A            | 1R           | 2R           | LQ           | 2R           | 2–4           |              |              |              |              |              |              |              |              |              |              |              |
| Charleston                                     | A            | A            | A            | A            | A            | A            | A            | 1R           | 0–1           |              |              |              |              |              |              |              |              |              |              |              |
| Berlin                                         | A            | A            | A            | A            | A            | 1R           | A            | A            | 0–1           |              |              |              |              |              |              |              |              |              |              |              |
| Rzym                                           | A            | A            | A            | A            | A            | 1R           | A            | LQ           | 0–2           |              |              |              |              |              |              |              |              |              |              |              |
| Montreal/Toronto                               | A            | A            | A            | A            | 1R           | 2RQ          | A            | 2R           | 4–3           |              |              |              |              |              |              |              |              |              |              |              |
| Tokio                                          | A            | A            | A            | A            | A            | A            | A            | A            | 0–0           |              |              |              |              |              |              |              |              |              |              |              |
| Moskwa                                         | A            | A            | A            | LQ           | LQ           | A            | A            | A            | 1–2           |              |              |              |              |              |              |              |              |              |              |              |
| Dawniej rozgrywane Turnieje WTA kategorii Ib   |              |              |              |              |              |              |              |              |               |              |              |              |              |              |              |              |              |              |              |              |
| San Diegoa                                     | AT2          | AT2          | AT2          | A            | 2R           | A            | A            | –            | 1–1           |              |              |              |              |              |              |              |              |              |              |              |
| Obecne Turnieje WTA kategorii II               |              |              |              |              |              |              |              |              |               |              |              |              |              |              |              |              |              |              |              |              |
| Sydney                                         | A            | A            | A            | A            | A            | A            | A            | A            | 0–0           |              |              |              |              |              |              |              |              |              |              |              |
| Bangalur                                       | –            | –            | –            | –            | –            | AT3          | AT3          | A            | 0–0           |              |              |              |              |              |              |              |              |              |              |              |
| Paryż                                          | A            | A            | A            | A            | A            | 1R           | LQ           | A            | 0–2           |              |              |              |              |              |              |              |              |              |              |              |
| Antwerpia                                      | –            | A            | A            | A            | A            | 2R           | LQ           | A            | 2–2           |              |              |              |              |              |              |              |              |              |              |              |
| Dubaj                                          | A            | A            | A            | A            | A            | A            | A            | A            | 0–0           |              |              |              |              |              |              |              |              |              |              |              |
| Amelia Island                                  | A            | A            | A            | A            | 3RQ          | 1R           | A            | 2R           | 5–3           |              |              |              |              |              |              |              |              |              |              |              |
| Eastbourne                                     | A            | A            | A            | A            | A            | A            | A            | A            | 0–0           |              |              |              |              |              |              |              |              |              |              |              |
| Stanford                                       | A            | A            | A            | A            | A            | A            | A            | LQ           | 0–1           |              |              |              |              |              |              |              |              |              |              |              |
| Los Angeles                                    | A            | A            | A            | A            | 1R           | 1R           | A            | 2R           | 1–3           |              |              |              |              |              |              |              |              |              |              |              |
| New Haven                                      | A            | A            | A            | A            | LQ           | A            | A            | A            | 0–1           |              |              |              |              |              |              |              |              |              |              |              |
| Pekin                                          | AT4          | AT4          | A            | LQ           | SF           | LQ           | A            | A            | 6–3           |              |              |              |              |              |              |              |              |              |              |              |
| Stuttgart                                      | A            | A            | A            | A            | A            | A            | A            | A            | 0–0           |              |              |              |              |              |              |              |              |              |              |              |
| Zurycha                                        | AT1          | AT1          | AT1          | AT1          | LQT1         | AT1          | AT1          | 1R           | 1–1           |              |              |              |              |              |              |              |              |              |              |              |
| Linz                                           | A            | A            | A            | 2RLL         | 1RQ          | LQ           | A            | A            | 6–4           |              |              |              |              |              |              |              |              |              |              |              |
| Dawniej rozgrywane Turnieje WTA kategorii IIb  |              |              |              |              |              |              |              |              |               |              |              |              |              |              |              |              |              |              |              |              |
| Warszawa                                       | AT3          | 1RWC,T3      | 1RWC         | 2RWC         | 2RWC         | 1R           | A            | –            | 2–5           |              |              |              |              |              |              |              |              |              |              |              |
| Obecne Turnieje WTA kategorii III              |              |              |              |              |              |              |              |              |               |              |              |              |              |              |              |              |              |              |              |              |
| Gold Coast                                     | A            | A            | A            | A            | A            | A            | A            | A            | 0–0           |              |              |              |              |              |              |              |              |              |              |              |
| Vina del Mar                                   | –            | –            | –            | –            | –            | –            | –            | LQ           | 2–1           |              |              |              |              |              |              |              |              |              |              |              |
| Memphis                                        | A            | A            | A            | A            | A            | F            | A            | A            | 4–1           |              |              |              |              |              |              |              |              |              |              |              |
| Bogotá                                         | A            | A            | A            | LQ           | A            | A            | A            | LQ           | 1–2           |              |              |              |              |              |              |              |              |              |              |              |
| Acapulco                                       | A            | A            | A            | LQ           | 2R           | A            | A            | A            | 2–2           |              |              |              |              |              |              |              |              |              |              |              |
| Strasburg                                      | A            | A            | A            | A            | F            | 2R           | A            | A            | 5–2           |              |              |              |              |              |              |              |              |              |              |              |
| Stambuł                                        | –            | –            | –            | –            | A            | A            | A            | 2R           | 1–1           |              |              |              |              |              |              |              |              |              |              |              |
| Birmingham                                     | A            | A            | A            | A            | A            | A            | A            | 2R           | 1–1           |              |              |              |              |              |              |              |              |              |              |              |
| 's-Hertogenbosch                               | A            | A            | A            | A            | 1R           | 2R           | A            | LQ           | 2–3           |              |              |              |              |              |              |              |              |              |              |              |
| Budapeszt                                      | AT5          | AT5          | AT5          | AT5          | AT4          | AT4          | A            | A            | 0–0           |              |              |              |              |              |              |              |              |              |              |              |
| Bad Gastein                                    | –            | –            | –            | –            | –            | –            | LQ           | A            | 2–1           |              |              |              |              |              |              |              |              |              |              |              |
| Cincinnati                                     | –            | –            | –            | A            | A            | 1R           | A            | A            | 0–1           |              |              |              |              |              |              |              |              |              |              |              |
| Bali                                           | A            | A            | A            | 1RQ          | 1R           | A            | A            | QF           | 4–3           |              |              |              |              |              |              |              |              |              |              |              |
| Kanton                                         | A            | A            | A            | A            | 2R           | A            | A            | Ac           | 1–1           |              |              |              |              |              |              |              |              |              |              |              |
| Tokio                                          | A            | A            | A            | A            | A            | 2R           | A            | 2R           | 2–2           |              |              |              |              |              |              |              |              |              |              |              |
| Luksemburg                                     | AT3          | AT3          | AT3          | AT3          | A            | A            | A            | 1R           | 0–1           |              |              |              |              |              |              |              |              |              |              |              |
| Québec                                         | A            | A            | A            | A            | A            | A            | A            | A            | 0–0           |              |              |              |              |              |              |              |              |              |              |              |
| Dawniej rozgrywane Turnieje WTA kategorii IIIb |              |              |              |              |              |              |              |              |               |              |              |              |              |              |              |              |              |              |              |              |
| Kalkuta                                        | –            | –            | –            | –            | A            | A            | 1RQ          | –            | 2–1           |              |              |              |              |              |              |              |              |              |              |              |
| Sopot                                          | LQWC         | LQWC         | 1RWC         | SFWC         | –            | –            | –            | –            | 4–4           |              |              |              |              |              |              |              |              |              |              |              |
| Bangkok                                        | –            | –            | –            | –            | A            | 2R           | A            | –            | 1–1           |              |              |              |              |              |              |              |              |              |              |              |
| Obecne Turnieje WTA kategorii IV               |              |              |              |              |              |              |              |              |               |              |              |              |              |              |              |              |              |              |              |              |
| Auckland                                       | A            | A            | A            | A            | 1R           | LQ           | A            | A            | 1–2           |              |              |              |              |              |              |              |              |              |              |              |
| Hobart                                         | AT5          | AT5          | AT5          | AT5          | QFT5         | A            | LQ           | A            | 3–2           |              |              |              |              |              |              |              |              |              |              |              |
| Pattaya                                        | AT5          | AT5          | 1RQ,T5       | A            | 1R           | A            | A            | A            | 3–2           |              |              |              |              |              |              |              |              |              |              |              |
| Estoril                                        | A            | A            | A            | LQ           | A            | A            | A            | A            | 2–1           |              |              |              |              |              |              |              |              |              |              |              |
| Praga                                          | –            | –            | –            | –            | A            | A            | A            | A            | 0–0           |              |              |              |              |              |              |              |              |              |              |              |
| Fez                                            | AT5          | AT5          | AT5          | AT5          | A            | A            | A            | A            | 0–0           |              |              |              |              |              |              |              |              |              |              |              |
| Barcelona                                      | AT3          | AT3          | AT3          | –            | –            | –            | A            | A            | 0–0           |              |              |              |              |              |              |              |              |              |              |              |
| Palermo                                        | AT5          | AT5          | AT5          | 2RQ,T5       | 2R           | A            | A            | A            | 4–2           |              |              |              |              |              |              |              |              |              |              |              |
| Portorož                                       | –            | –            | –            | –            | A            | A            | A            | A            | 0–0           |              |              |              |              |              |              |              |              |              |              |              |
| Sztokholm                                      | –            | A            | A            | A            | A            | A            | 2RQ          | A            | 4–1           |              |              |              |              |              |              |              |              |              |              |              |
| Forest Hills                                   | –            | –            | –            | AT5          | A            | 1R           | A            | A            | 0–1           |              |              |              |              |              |              |              |              |              |              |              |
| Seul                                           | –            | –            | –            | F            | A            | 1R           | QFQ          | 1R           | 9–3           |              |              |              |              |              |              |              |              |              |              |              |
| Taszkent                                       | A            | A            | A            | A            | A            | A            | LQ           | A            | 0–1           |              |              |              |              |              |              |              |              |              |              |              |
| Dawniej rozgrywane Turnieje WTA kategorii IVb  |              |              |              |              |              |              |              |              |               |              |              |              |              |              |              |              |              |              |              |              |
| Modena                                         | –            | –            | –            | –            | 1R           | –            | –            | –            | 0–1           |              |              |              |              |              |              |              |              |              |              |              |
| Canberra                                       | AT3          | AT5          | AT5          | AT5          | AT5          | 1R           | –            | –            | 0–1           |              |              |              |              |              |              |              |              |              |              |              |
| Statystyki całej kariery                       |              |              |              |              |              |              |              |              |               |              |              |              |              |              |              |              |              |              |              |              |
| Wygranych turniejów                            | 0            | 0            | 0            | 0            | 0            | 0            | 0            | 0            | 0             |              |              |              |              |              |              |              |              |              |              |              |
| Ranking na koniec roku                         | ?            | 356          | 244          | 74           | 60           | 90           | 180          | 56           |               |              |              |              |              |              |              |              |              |              |              |              |

## Igrzyska olimpijskie

### Gra pojedyncza kobiet
| Runda                                      | Przeciwniczka     | Wynik    |  |
| ------------------------------------------ | ----------------- | -------- |  |
|                                            |                   |          |  |
| Letnie Igrzyska Olimpijskie w Pekinie 2008 |                   |          |  |
| I runda                                    | Cwetana Pironkowa | 3:6, 4:6 |  |

### Gra podwójna kobiet
| Runda                                      | Partnerka           | Przeciwniczki                              | Wynik    |
| ------------------------------------------ | ------------------- | ------------------------------------------ | -------- |
|                                            |                     |                                            |          |
| Letnie Igrzyska Olimpijskie w Pekinie 2008 |                     |                                            |          |
| I runda                                    | Agnieszka Radwańska | Alona Bondarenko / Kateryna Bondarenko [6] | 3:6, 2:6 |

## Bilansy spotkań

### Przeciwko pierwszej dziesiątce rankingu WTA
Bilans spotkań w turniejach WTA przeciwko zawodniczkom klasyfikowanym w pierwszej dziesiątce rankingu.
| Tenisistka            | Liczba meczów | Wygrane:przegrane | Pierwsze spotkanie                | Ostatnie spotkanie                     |
| --------------------- | ------------- | ----------------- | --------------------------------- | -------------------------------------- |
| Marija Szarapowa      | 2             | 0:2               | Seul, 3 października 2004         | Montreal, 30 lipca 2008                |
| Amélie MauresmoKK     | 1             | 0:1               | Linz, 31 października 2004        | Linz, 31 października 2004             |
| Paola SuárezKK        | 1             | 0:1               | Los Angeles, 13 sierpnia 2006     | Los Angeles, 13 sierpnia 2006          |
| Venus Williams        | 4             | 0:4               | Amelia Island, 10 kwietnia 2005   | Australian Open 2008, 21 stycznia 2008 |
| Ai SugiyamaKK         | 1             | 1:0               | Strasburg, 21 maja 2005           | Strasburg, 21 maja 2005                |
| Kim ClijstersKK       | 1             | 0:1               | San Diego, 7 sierpnia 2005        | San Diego, 7 sierpnia 2005             |
| Justine HeninKK       | 1             | 0:1               | Australian Open, 28 stycznia 2006 | Australian Open, 28 stycznia 2006      |
| Jelena DiemientjewaKK | 2             | 0:2               | Antwerpia, 19 lutego 2006         | French Open, 29 maja 2008              |
| Anastasija MyskinaKK  | 1             | 0:1               | Indian Wells, 18 marca 2006       | Indian Wells, 18 marca 2006            |
| Ana Ivanović          | 1             | 0:1               | Warszawa, 7 maja 2006             | Warszawa, 7 maja 2006                  |
| Nicole VaidišováKK    | 1             | 0:1               | French Open, 10 czerwca 2006      | French Open, 10 czerwca 2006           |
| Swietłana Kuzniecowa  | 1             | 0:1               | Montreal, 20 sierpnia 2006        | Montreal, 20 sierpnia 2006             |
| Wiera Zwonariowa      | 1             | 0:1               | US Open, 9 września 2006          | US Open, 9 września 2006               |
| Dinara SafinaKK       | 1             | 0:1               | Indian Wells, 17 marca 2007       | Indian Wells, 17 marca 2007            |
| Alicia MolikKK        | 1             | 1:0               | Montreal, 20 sierpnia 2006        | Montreal, 20 sierpnia 2006             |
| Nadieżda Pietrowa     | 1             | 0:1               | Stambuł, 21 maja 2008             | Stambuł, 21 maja 2008                  |
| Agnieszka Radwańska   | 3             | 0:3               | Sztokholm, 1 sierpnia 2007        | Wimbledon, 25 czerwca 2008             |
| Anna Czakwetadze      | 1             | 0:1               | Los Angeles, 22 lipca 2008        | Los Angeles, 22 lipca 2008             |

KK Zawodniczka już zakończyła karierę.

### Przeciwko Polkom
Bilans spotkań przeciwko Polkom w turniejach WTA.
| Tenisistka          | Liczba meczów | Wygrane:przegrane | Pierwsze spotkanie         | Ostatnie spotkanie         |
| ------------------- | ------------- | ----------------- | -------------------------- | -------------------------- |
| Urszula Radwańska   | 1             | 1:0               | Sztokholm, 29 lipca 2007   | Sztokholm, 29 lipca 2007   |
| Agnieszka Radwańska | 3             | 0:3               | Sztokholm, 1 sierpnia 2007 | Wimbledon, 25 czerwca 2008 |

## Wygrane turnieje rangi ITF
| turnieje z pulą nagród 100 000 $ |
| turnieje z pulą nagród 75 000 $  |
| turnieje z pulą nagród 50 000 $  |
| turnieje z pulą nagród 25 000 $  |
| turnieje z pulą nagród 15 000 $  |
| turnieje z pulą nagród 10 000 $  |

### Gra pojedyncza
|    | Data       | Turniej   | ($)     | Naw.     | Finalistka              | Wynik            |
| 1. | 26/05/2002 | Olecko    | 10 000  | ziemna   | Liana Balaci            | 1:6, 6:3, 6:1    |
| 2. | 03/11/2002 | Sztokholm | 10 000  | twarda   | Sabrina Jolk            | 6:3, 6:4         |
| 3. | 13/07/2003 | Toruń     | 25 000  | ziemna   | Anastasija Jakimawa     | 7:5, 3:6, 6:4    |
| 4. | 01/02/2004 | Belfort   | 25 000  | twarda   | Adriana Barna           | 3:6, 6:0, 6:0    |
| 5. | 15/02/2004 | Warszawa  | 25 000  | dywanowa | Angelique Kerber        | 7:6(5), 3:6, 6:3 |
| 6. | 25/11/2007 | Poitiers  | 100 000 | twarda   | Anna Łapuszczenkowa     | 7:5, 6:0         |
| 7. | 30/01/2011 | Grenoble  | 25 000  | twarda   | Naomi Broady            | 6:4, 6:4         |
| 8. | 18/06/2011 | Stambuł   | 25 000  | twarda   | Margalita Czachnaszwili | 7:5, 6:3         |

### Gra podwójna
| Lp. | Data       | Turniej          | ($)     | Naw.   | Partnerka          | Finalistki                            | Wynik          |
| --- | ---------- | ---------------- | ------- | ------ | ------------------ | ------------------------------------- | -------------- |
| 1.  | 03/11/2002 | Sztokholm        | 10 000  | twarda | Elke Clijsters     | Jennie Loow Suzanne Van Hartingsveldt | 6:1, 6:1       |
| 2.  | 13/05/2007 | Rzym             | 100 000 | ziemna | Emma Laine         | Maret Ani Caroline Maes               | 1:0 krecz      |
| 3.  | 18/06/2011 | Stambuł          | 25 000  | twarda | Teodora Mirčić     | Daniella Dominikovic Melis Sezer      | 6:4, 6:2       |
| 4.  | 29/09/2013 | Clermont-Ferrand | 25 000  | twarda | Michaëlla Krajicek | Margarita Gasparian Alyona Sotnikova  | 5:7, 6:4, 10-8 |
| 5.  | 27/10/2013 | Saguenay         | 50 000  | twarda | Andrea Hlaváčková  | Françoise Abanda Victoria Duval       | 7:5, 6:3       |

## Życie prywatne
Jest córką Barbary i Wiesława Domachowskich. Ma starszą siostrę Magdalenę. Mówi po polsku, angielsku, rosyjsku i hiszpańsku. Od 2013 jest związana z polskim tenisistą Jerzym Janowiczem, z którym ma syna (ur. w 2019). Para mieszka na stałe w Łodzi.